# Resultados do Carnaval da Baixada Santista em 2010

## Cubatão
- 1- A Independência 199,5 pontos
- 2- A Unidos do Morro 197 pontos.
- 3- Nações Unidas 14,7 pontos.[1]

## Guarujá
- 1- Mocidade São Miguel 198,5 pontos (mil componentes, cinco carros alegóricos e 16 alas).
- 2- A Imperador da Ilha de Santo Amaro com 196 pontos
- 3- Renascer/Borel de Santa Cruz com 193 pontos.[1]

## Praia Grande
O Carnaval de Praia Grande em 2010 realizou-se nos dias 14 (domingo), 15 (segunda) e, em razão das forte chuva com alta incidência de raios, no dia 16 de fevereiro (terça), com os desfiles adiados do dia anterior.
No domingo, desfilaram as oito escolas do grupo de acesso; segunda-feira deveriam desfilar as quatro escolas do grupo 1 e as quatro do grupo especial, mas apenas a Império da Praia Grande entrou na avenida.
Com o adiamento, o término dos desfiles (7h) ficou próximo ao horário previsto da apuração (10h) na quarta-feira de cinzas e acabou por atrasar a apuração também (em uma hora e meia).
Com 176,40 pontos, a Mancha Verde sagrou-se a grande campeã do Carnaval 2010, após uma disputa acirrada com a então tricampeã Folia 99. Ambas vinham empatadas até o quesito "Enredo" onde a Mancha recebeu notas máximas e tomou a dianteira até o final da apuração.
Cerca de duas semanas após a apuração chegou a ser veiculado na imprensa da cidade que havia ocorrido um erro na apuração e que a campeã seria a Folia 99 (representando seu quarto título seguido), mas que no entanto o resultado deveria ser mantido porque pelo regulamento, questionamentos de nota feitos após o fim da apuração não são considerados.
Foi alegado que no quesito Comissão de Frente deveria ser computada uma nota 9.08 ao invés de 8.9.
Mas segundo o presidente da Mancha Verde, essa alegação é totalmente absurda, uma vez que nem no Carnaval de Praia Grande, nem em outros carnavais do Brasil existem notas centesimais (7, 7.01, 7.02 ... 9.98, 9.99, 10). O sistema usado na apuração sempre foi decimal (7, 7.1, 7.2 ... 9.8, 9.9, 10). Dessa forma, a Mancha Verde é a de fato Campeã do Carnaval de Praia Grande 2010.
| Escola | Escola       | Escola | Pontos |
| ------ | ------------ | ------ | ------ |
| 1º     | Mancha Verde | 176,40 |        |
| 2º     | Folia 99     | 175,75 |        |
| 3º     | Acadêmicos   | 168,33 |        |
| 4º     | Cesac        | 163,82 |        |

| Escola | Escola          | Escola | Pontos |
| ------ | --------------- | ------ | ------ |
| 1º     | Casa do Mestiço | 171,40 |        |
| 2º     | Império         | 166,50 |        |
| 3º     | Unidos da Ilha  | 159    |        |
| 4º     | Guaratude       |        |        |
| 5º     | Favoritos       |        |        |
| 6º     | Vila do Sapo    |        |        |
| 7º     | Mocidade        |        |        |
| 8º     | Grande Trevo    |        |        |

| Escola | Escola          | Escola | Pontos |
| ------ | --------------- | ------ | ------ |
| 1º     | Amigos do Samba |        |        |
| 2º     | Baixada         |        |        |
| 3º     | Ocian           |        |        |
| 4º     | Cristal         |        |        |

## São Vicente
- 1- Unidos do Beira Mar, 198,5 pontos.[3]
- 2- Imperatriz da Ilha, com 195,5 pontos.
- 3-Águia Vicentina, com 194,5.
- 4- Última Hora, com 150,5 pontos.
- 5- Acadêmicos de São Vicente, com 41,50.

## Santos
Este é o resultado final do Carnaval em Santos, no ano de 2010

### Grupo Especial
| Escola                | FANTASIA | FANTASIA | FANTASIA | ENREDO | ENREDO | ENREDO | ALEGORIAS | ALEGORIAS | COMISSÃO DE FRENTE | COMISSÃO DE FRENTE | COMISSÃO DE FRENTE | MESTRE-SALA PORTA-BANDEIRA | MESTRE-SALA PORTA-BANDEIRA | MESTRE-SALA PORTA-BANDEIRA | SAMBA ENREDO | SAMBA ENREDO | SAMBA ENREDO | EVOLUÇÃO | EVOLUÇÃO | EVOLUÇÃO | HARMONIA | HARMONIA | HARMONIA | BATERIA | BATERIA | BATERIA | Punição | Total  |
| --------------------- | -------- | -------- | -------- | ------ | ------ | ------ | --------- | --------- | ------------------ | ------------------ | ------------------ | -------------------------- | -------------------------- | -------------------------- | ------------ | ------------ | ------------ | -------- | -------- | -------- | -------- | -------- | -------- | ------- | ------- | ------- | ------- | ------ |
| Real Mocidade         | 8,5      | 9,5      | 8        | 9,5    | 9,75   | 9      | 9,5       | 8,75      | 9                  | 9,75               | 8                  | 9                          | 10                         | 9                          | 9            | 10           | 9            | 9,5      | 9,5      | 10       | 9,5      | 9        | 9        | 10      | 10      | 9,5     | 0       | 169,5  |
| Bandeirantes do Saboó | 10       | 10       | 8,25     | 10     | 10     | 9,5    | 10        | 9,75      | 10                 | 10                 | 10                 | 8,5                        | 9,75                       | 9,75                       | 10           | 10           | 9,5          | 9,75     | 10       | 10       | 9,5      | 9,5      | 10       | 9,75    | 10      | 10      | -4      | 174    |
| Amazonense            | 10       | 10       | 9,25     | 10     | 9,75   | 9,5    | 10        | 10        | 9,75               | 9,75               | 10                 | 10                         | 10                         | 10                         | 9,5          | 9,25         | 9,75         | 10       | 9,75     | 10       | 10       | 10       | 9,5      | 10      | 10      | 9,75    | 0       | 178,25 |
| Brasil                | 9,75     | 10       | 9,25     | 10     | 9,5    | 9,5    | 10        | 9,75      | 9,75               | 9                  | 8,25               | 9,5                        | 9,75                       | 9                          | 9,75         | 10           | 9,75         | 10       | 9,5      | 9        | 9,5      | 9,25     | 8,75     | 10      | 9,25    | 9,75    | -1      | 173,65 |
| União Imperial        | 10       | 10       | 9,5      | 9,5    | 10     | 10     | 10        | 9,75      | 10                 | 9,5                | 9,5                | 9,5                        | 10                         | 9,5                        | 9,75         | 9,5          | 9,5          | 10       | 10       | 9,75     | 10       | 10       | 10       | 10      | 9,25    | 10      | 0       | 178    |
| Vila Nova             | 9,85     | 9,5      | 10       | 10     | 10     | 9,5    | 9,75      | 10        | 9,75               | 10                 | 10                 | 10                         | 10                         | 9,75                       | 10           | 10           | 10           | 10       | 10       | 10       | 10       | 10       | 10       | 10      | 8,25    | 9,5     | 0       | 179    |
| Unidos dos Morros     | 9,5      | 10       | 9,5      | 10     | 10     | 10     | 10        | 10        | 10                 | 10                 | 10                 | 9,5                        | 10                         | 9,5                        | 9,75         | 9,5          | 9,25         | 9,75     | 9,5      | 9,5      | 10       | 10       | 9,75     | 10      | 10      | 10      | 0       | 177,5  |
| X-9                   | 10       | 10       | 10       | 9      | 10     | 10     | 9,75      | 10        | 10                 | 9,5                | 10                 | 9,75                       | 10                         | 9,5                        | 9,75         | 9            | 9            | 9,75     | 9,75     | 10       | 9,5      | 10       | 10       | 10      | 10      | 9,75    | 0       | 178    |
| Sangue Jovem          | 9,5      | 10       | 9,75     | 9,5    | 10     | 10     | 10        | 10        | 10                 | 9,5                | 10                 | 10                         | 10                         | 10                         | 9,75         | 9,75         | 9,25         | 10       | 10       | 9        | 10       | 9,75     | 9,5      | 10      | 8,25    | 9,75    | 0       | 178,75 |
| Padre Paulo           | 9,75     | 10       | 9,25     | 10     | 9,75   | 10     | 10        | 9,75      | 10                 | 10                 | 8                  | 10                         | 10                         | 10                         | 9,75         | 10           | 9,75         | 10       | 10       | 10       | 10       | 10       | 10       | 10      | 10      | 10      | 0       | 179,25 |

#### Classificação final
| Escola | Escola                 | Pontos |
| ------ | ---------------------- | ------ |
| 1º     | Padre Paulo            | 179,25 |
| 2º     | Vila Nova              | 179    |
| 3º     | Sangue Jovem           | 178,75 |
| 4º     | Amazonense             | 178,25 |
| 5º     | X-9 e União Imperial   | 178    |
| 7º     | Unidos dos Morros      | 177,5  |
| 8º     | Bandeirantes do Saboó. | 179,5  |
| 9º     | Brasil                 | 173,75 |
| 10º    | Real Mocidade          | 169,5  |

### Grupo 2

#### Classificação final
| Escola | Escola              | Pontos |
| ------ | ------------------- | ------ |
| 1º     | Vila Mathias        | 178,5  |
| 2º     | Dependente do Samba | 174    |
| 3º     | Zona Noroeste       | 171,75 |
| 4º     | Camisa Alvinegra    | 168,75 |
| 5º     | Metropolitana       | 142    |